# Fontaine Luminosa (Lisbonne)

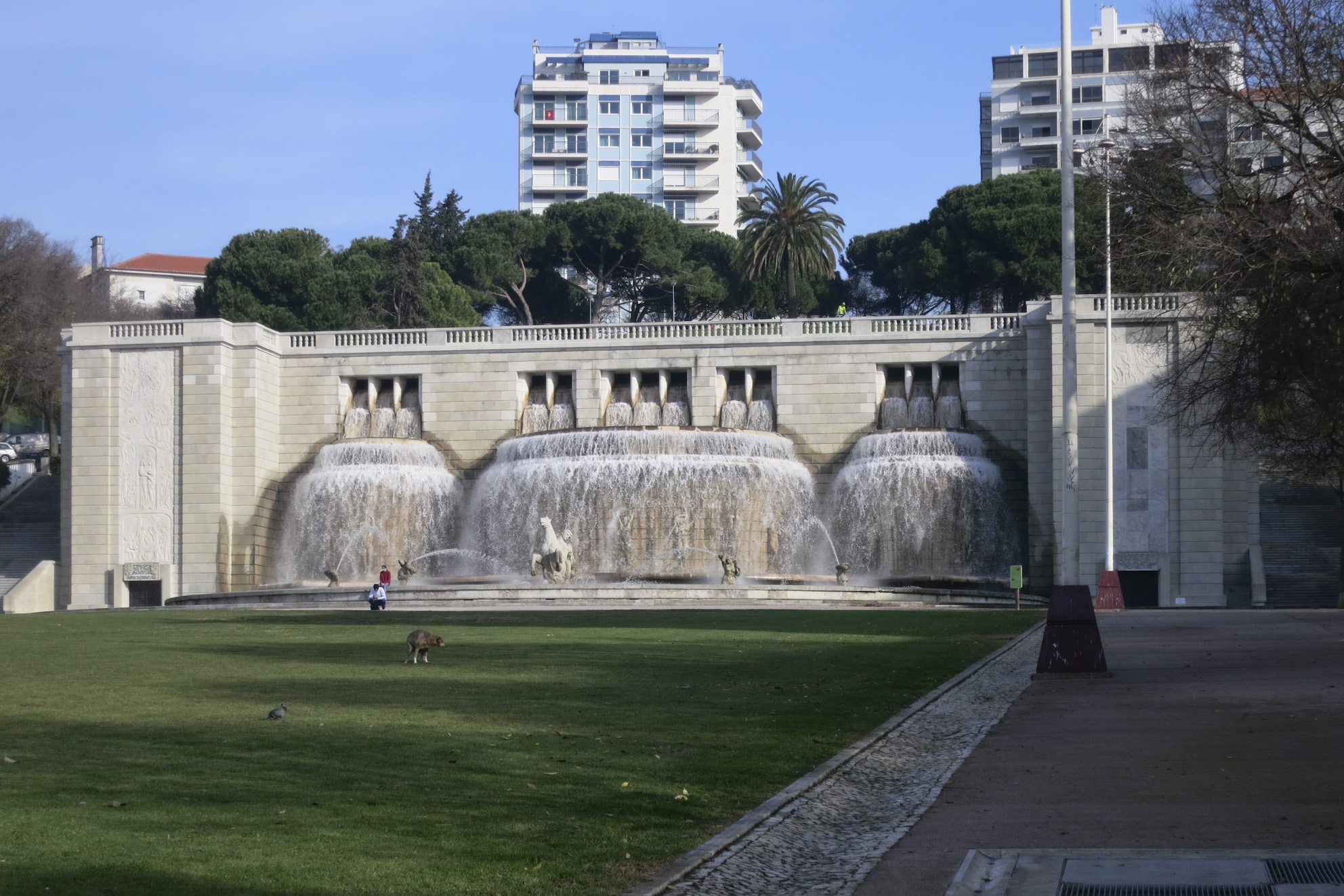
Fontaine Monumentale (Fontaine Lumineuse) ; Alameda D. Afonso Henriques, Lisbonne

La Fontaine Monumentale d'Alameda Dom Afonso Henriques, connue sous le nom de Fonte Luminosa, est située à Lisbonne, dans l'ancienne freguesia d'Alto do Pina.

## Histoire
La fontaine a été construite pour célébrer l'approvisionnement régulier en eau de la partie orientale de la ville. Bien qu'initialement conçue en 1938, elle n'a été inaugurée que le 30 mai 1948.
Le projet est des frères Carlos Rebello de Andrade et Guilherme Rebello de Andrade et s'inscrit dans le style conservateur, souvent appelé Portugais Suave, dominant dans les années 1940 ; les sculptures sont de Maximiano Alves et Diogo de Macedo ; les bas-reliefs (panneaux latéraux) de Jorge Barradas.

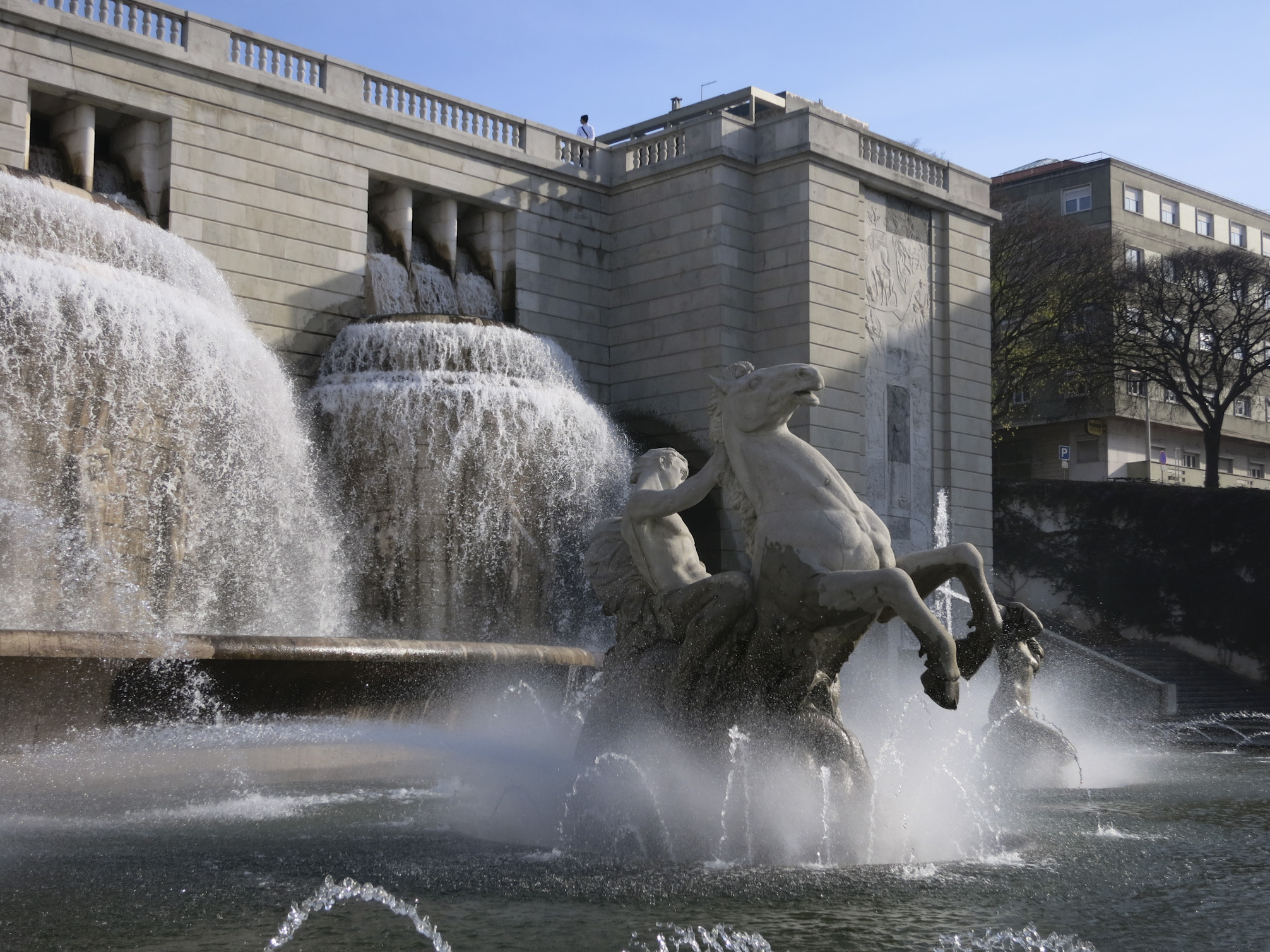
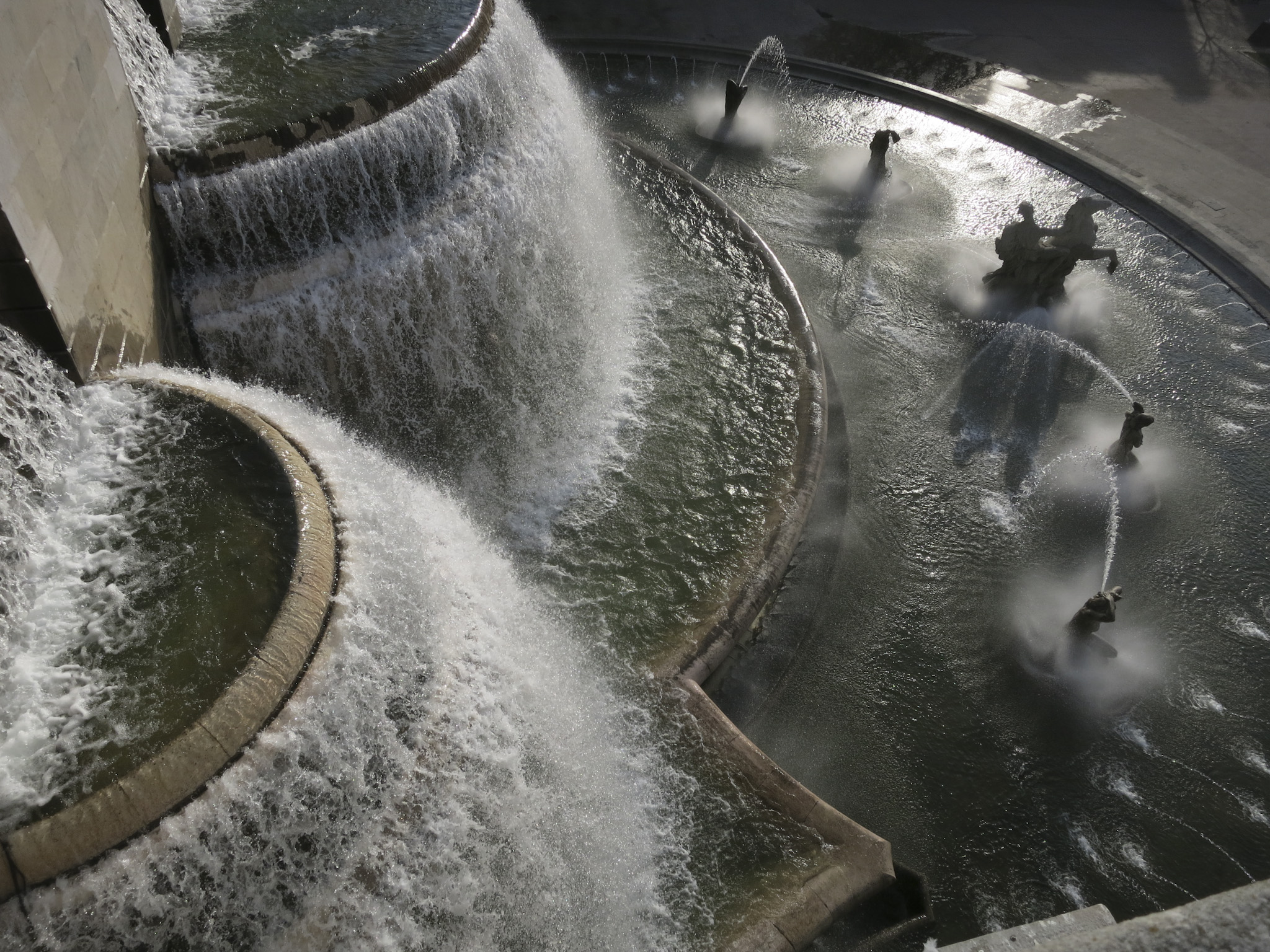